# Sipitang
Huyện Sipitang là một huyện thuộc bang Sabah của Malaysia. Huyện Sipitang có dân số thời điểm năm 2010 ước tính khoảng 34680 người.